# Kard (zespół muzyczny)
KARD (hangul: 카드, zapis stylizowany: K.A.R.D lub K♠RD) – południowokoreański zespół założony przez DSP Media w 2016 roku. W skład zespołu wchodzi czterech członków: J.Seph, BM, Somin oraz Jiwoo. KARD oficjalnie zadebiutowali 19 lipca 2017 roku wydając minialbum Hola Hola.

## Historia

### Przed debiutem
Od 2012 do 2014 roku członkini Somin była członkinią japońskiego girlsbandu Puretty. Zespół został rozwiązany w 2014 roku, a wytwórnia planowała ponowny debiut jego członkiń w innych zespołach. W połowie 2014 roku wzięła udział w programie Kara Project, który miał wyłonić nową członkinię zespołu Kara, ostatecznie zajęła drugie miejsce. 24 sierpnia 2015 roku Somin zadebiutowała jako liderka zespołu APRIL. 9 listopada ogłosiła swoje odejście z zespołu.
Jiwoo była stażystką w FNC Entertainment; przed debiutem w KARD była stażystką w DSP Media przez dwa miesiące. J.seph był stażystą w firmie DSP Media przez 5 lat. Przed debiutem w KARD, BM i J.Seph mieli zadebiutować jako hip-hopowy duet, ale plany te zostały później zmienione.

### 2016–2017: Single projektowe, debiut zHola Hola, Wild KARD World Tour orazYou & Me
13 grudnia 2016 roku KARD wydali singel „Oh NaNa” z gościnnym udziałem Heo Young-ji jako „hidden member”. Zespół planował wydać trzy single przed oficjalnym debiutem.
Drugi singel, zatytułowany „Don't Recall”, ukazał się 16 lutego 2017 roku, wydany w wersji koreańskiej i angielskiej (nazwanej „Hidden Version”). 1 marca DSP Media ogłosiło, że pierwsza trasa zespołu Wild KARD World Tour rozpocznie się 5 marca 2017 roku koncertem w Kanadzie; grupa wystąpiła w Stanach, Meksyku i Brazylii.
Trzeci singel, pt. „Rumor”, ukazał się 24 kwietnia. Teledysk był współtworzony z marką LG G6. Po premierze piosenka znalazła się na pierwszym miejscu list przebojów w 13 krajach (Brazylia, Stany Zjednoczone, Argentyna, Wietnam, Filipiny, Malezja, Singapur, Indonezja, Salwador, Chile, Nowa Zelandia, Australia i Boliwia).
19 lipca KARD wydali debiutancki minialbum Hola Hola, składał się z sześciu utworów, w tym trzech wcześniej wydanych singli.
Druga część trasy odbyła się w Europie (od 1 do 10 września), Ameryce Północnej (od 15 września do 8 października) i Południowej (od 27 września do 6 października).
Drugi minialbum, pt. You & Me, ukazał się 21 listopada, wraz z głównym singlem „You In Me”. 6 grudnia ukazał się teledysk do innej piosenki z płyty – „Trust Me”.

### 2018–2019:2018 WILD KARD Tour in AsiaiRide on the Wind
19 stycznia rozpoczęła się azjatycka trasa koncertowa 2018 WILD KARD Tour in Asia, zespół wystąpił w Bangkoku, Singapurze, Hongkongu, Manili oraz na Tajpej.
12 kwietnia ukazała się piosenka zespołu Super Junior – „Lo Siento”, nagrana razem z dwoma członkiniami KARD – Jiwoo i Somin.
26 kwietnia odbył się koncert w Melbourne, a 29 kwietnia – w Sydney. Zapowiedziana została także trasa 2018 WILD KARD Tour in Brazil, koncerty odbędą się we wrześniu w pięciu brazylijskich miastach.
Pod koniec czerwca zespół zapowiedział comeback z kolejnym wydawnictwem. 12 lipca opublikowano plan promocji oraz listę utworów z płyty. Trzeci minialbum Ride on the Wind ukazał się 25 lipca, wraz z teledyskiem do utworu tytułowego. 19 sierpnia odbył się koncert w Seulu.
W marcu 2019 roku zespół ogłosił plan comebacku z nowym utworem zatytułowanym „Bomb Bomb” (kor. 밤밤(Bomb Bomb)). Piosenka została wydana jako singel cyfrowy 27 marca. 21 września powrócili z piosenką „Dumb Litty”, która znalazła się w top 50 rankingu sprzedaży cyfrowej według Billboardu.

### 2020–2022:Red MooniRe:
1 lutego 2020 zespół udostępnił plan comebacku z nowym minialbumem. Red Moon ukazał się 12 lutego, z głównym singlem o tym samym tytule.
26 sierpnia ukazał się pierwszy single album, pt. Way With Words, z głównym utworem „Gunshot”.
5 października J.Seph rozpoczął obowiązkową służbę wojskową jako żołnierz w czynnej służbie. 4 kwietnia 2022 roku wokalista został oficjalnie zwolniony ze służby wojskowej.
28 maja 2022 roku DSP Media ogłosiło, że Kard wydadzą nowy album w czerwcu i wznowią wszystkie działania. Ich piąty minialbum, zatytułowany Re:, został wydany 22 czerwca.

### 2023: TrasaPlaygroundiIcky
17 maja 2023 roku zespół zapowiedział wydanie kolejnego minialbumu, Icky. Teledysk do głównego singla ukazał się 23 maja.
6 lipca rozpoczęła się światowa trasa koncertowa „Playground”, podczas której grupa wystąpiła w m.in. Meksyku, Ameryce, na Wegrzech i we Francji.

## Członkowie
| Pseudonim   | Pseudonim | Prawdziwe imię | Prawdziwe imię | Data urodzenia            | Miejsce urodzenia         |
| Latynizacja | Hangul    | Latynizacja    | Hangul         | Data urodzenia            | Miejsce urodzenia         |
| ----------- | --------- | -------------- | -------------- | ------------------------- | ------------------------- |
| J.Seph      | 제이셉    | Kim Tae-hyung  | 김태형         | 21 czerwca 1992(dts)      | Chungju, Korea Południowa |
| BM          | 비엠      | Matthew Kim    |                | 20 października 1992(dts) | Los Angeles, USA          |
| Somin       | 소민      | Jeon So-min    | 전소민         | 22 sierpnia 1996(dts)     | Seul, Korea Południowa    |
| Jiwoo       | 지우      | Jeon Ji-woo    | 전지우         | 4 października 1996(dts)  | Seul, Korea Południowa    |

W nazwie zespołu każda litera reprezentuje „kartę” przypisaną konkretnemu członkowi. J.Seph reprezentuje literę A karty As, BM literę K karty Król, Somin literę R karty BlackJokeR zaś Jiwoo literę R karty ColourJokeR.

### Hidden
„Hidden” to inna wersja piosenki lub członek, który występuje w utworze i uczestniczy w promocji, nie będąc całkowicie częścią grupy. Reprezentuje literę D w nazwie grupy.
- Heo Young-ji (kor. 허영지), ur. 30 sierpnia 1994(dts). Była członkinią zespołu Kara. Była „Hidden Card” w pierwszym singlu „Oh NaNa”.
- 1 marca 2017 roku KARD wydali „hidden version” drugiego singla, „Don't Recall”, w języku angielskim[38].
- 30 kwietnia 2017 roku wydali „hidden version” teledysku do trzeciego singla „Rumor”, z gościnnym udziałem ich choreografki Z.Sun jako „Hidden Card”.
- 19 lipca 2017 roku ujawniono nazwę fanklubu – Hidden KARD[37].

## Dyskografia

### Minialbumy
| Rok                                            | Dane dot. albumu                                                                                               | Najwyższa pozycja | Najwyższa pozycja | Najwyższa pozycja | Najwyższa pozycja | Sprzedaż       |
| Rok                                            | Dane dot. albumu                                                                                               | KOR               | FRA               | US Heat           | US World          | Sprzedaż       |
| ---------------------------------------------- | --- | ----------------- | ----------------- | ----------------- | ----------------- | -------------- |
| 2017                                           | Hola Hola - Wydany: 19 lipca 2017 - Wytwórnia: DSP Media, LOEN Entertainment - Format: CD, digital download    | 2                 | 171               | 25                | 3                 | - KOR: 18 343+ |
| 2017                                           | You & Me - Wydany: 21 listopada 2017 - Wytwórnia: DSP Media, LOEN Entertainment - Format: CD, digital download | 8                 | 170               | 17                | 4                 | - KOR: 12 775+ |
| 2018                                           | Ride on the Wind - Wydany: 25 lipca 2018 - Wytwórnia: DSP Media, Kakao M - Format: CD, digital download        | 7                 | –                 | –                 | 8                 | - KOR: 7681+   |
| 2020                                           | Red Moon - Wydany: 12 lutego 2020 - Wytwórnia: DSP Media - Format: CD, digital download                        | 10                | –                 | –                 | –                 | - KOR: 6520+   |
| 2022                                           | Re: - Wydany: 22 czerwca 2022 - Wytwórnia: DSP Media - Format: CD, digital download                            | 12                | –                 | –                 | –                 | - KOR: 26 813+ |
| 2023                                           | Icky - Wydany: 23 maja 2023 - Wytwórnia: DSP Media - Format: CD, digital download                              | 24                | –                 | –                 | –                 | - KOR: 13 199+ |
| „–” oznacza, że wydawnictwo nie było notowane. | |                   |                   |                   |                   |                |

### Single albumy
| Rok  | Dane dot. albumu                                                                                | Najwyższa pozycja | Sprzedaż       |
| Rok  | Dane dot. albumu                                                                                | KOR               | Sprzedaż       |
| ---- | ----------------------------------------------------------------------------------------------- | ----------------- | -------------- |
| 2020 | Way with Words - Wydany: 26 sierpnia 2020 - Wytwórnia: DSP Media - Format: CD, digital download | 12                | - KOR: 11 474+ |

### Single
| Rok                                            | Dane dot. albumu              | Najwyższa pozycja | Najwyższa pozycja | Sprzedaż      | Płyta            |
| Rok                                            | Dane dot. albumu              | KOR               | US World          | Sprzedaż      | Płyta            |
| ---------------------------------------------- | ----------------------------- | ----------------- | ----------------- | ------------- | ---------------- |
| 2016                                           | „Oh NaNa” (feat. Heo Youngji) | –                 | 5                 |               | Hola Hola        |
| 2017                                           | „Don't Recall”                | –                 | 5                 |               | Hola Hola        |
| 2017                                           | „Rumor”                       | –                 | 3                 | - US: 3000    | Hola Hola        |
| 2017                                           | „Hola Hola”                   | 76                | 4                 | - KOR: 28 983 | Hola Hola        |
| 2017                                           | „You in Me”                   | –                 | 11                | - KOR: 12 962 | You & Me         |
| 2018                                           | „Ride On the Wind”            | –                 | 19                | b.d.          | Ride On the Wind |
| 2019                                           | „Bomb Bomb”                   | –                 | 3                 | b.d.          | –                |
| 2019                                           | „Dumb Litty”                  | –                 | 3                 | b.d.          | Red Moon         |
| 2020                                           | „Red Moon”                    | –                 | 8                 | b.d.          | Red Moon         |
| 2020                                           | „Gunshot”                     | –                 | 9                 | b.d.          | Way With Words   |
| 2022                                           | „Ring The Alarm”              | –                 | –                 |               | Re:              |
| 2023                                           | „Without you”                 | –                 | –                 |               | Icky             |
| 2023                                           | „Icky”                        | –                 | 15                |               | Icky             |
| „–” oznacza, że wydawnictwo nie było notowane. |                               |                   |                   |               |                  |

## Trasy koncertowe
- WILD KARD Tour (2017–2019)
- Play Your KARD Right Tour (2019)
- Playground Tour (2023)